# Liste des cathédrales de Tallinn
Plusieurs confessions chrétiennes ont une cathédrale à Tallinn en Estonie :
- la cathédrale Alexandre-Nevski se rattache à l’Église orthodoxe d'Estonie (Patriarcat de Moscou) ;
- la cathédrale Sainte-Marie se rattache à l’Église évangélique-luthérienne estonienne ;
- la cathédrale Saint-Pierre-et-Saint-Paul se rattache à l’Église catholique romaine.
- la cathédrale Saint Siméon et Sainte Anne[1] se rattache à l’Église orthodoxe d’Estonie